# Pomacentrus coelestis
Pomacentrus coelestis är en fiskart som beskrevs av Jordan och Starks, 1901. Pomacentrus coelestis ingår i släktet Pomacentrus och familjen Pomacentridae. Inga underarter finns listade i Catalogue of Life.

## Bilder

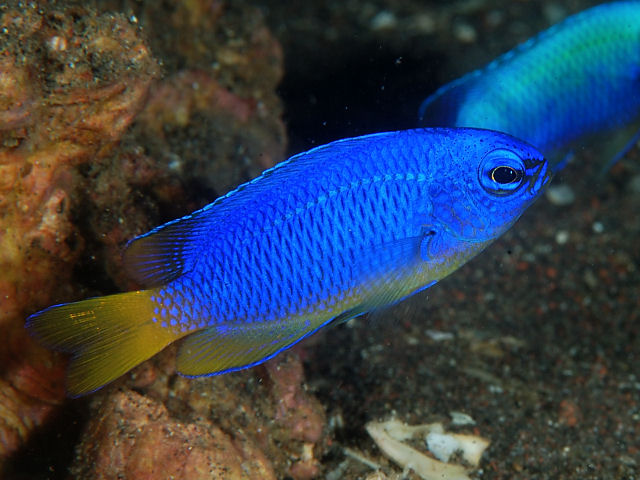
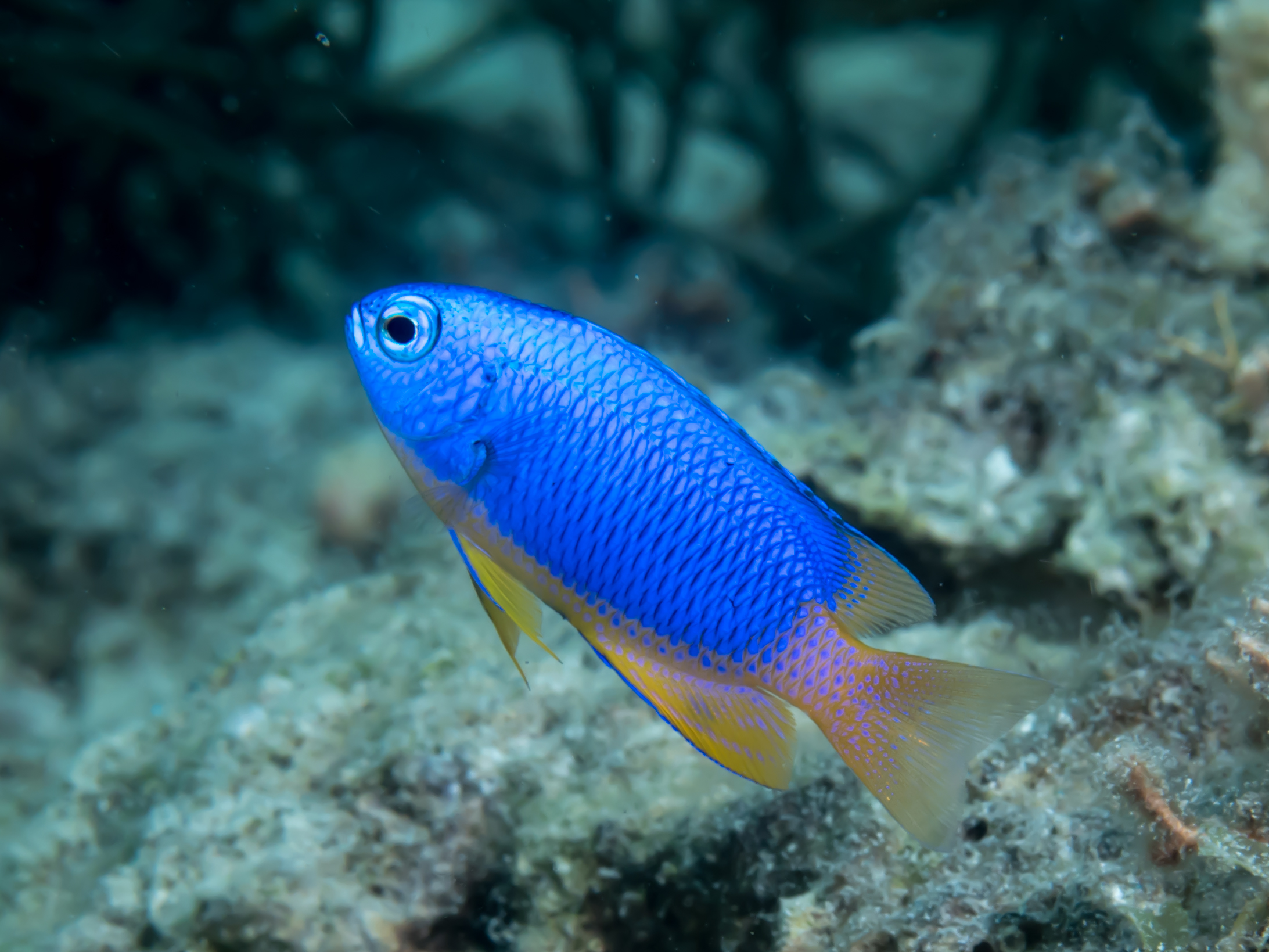
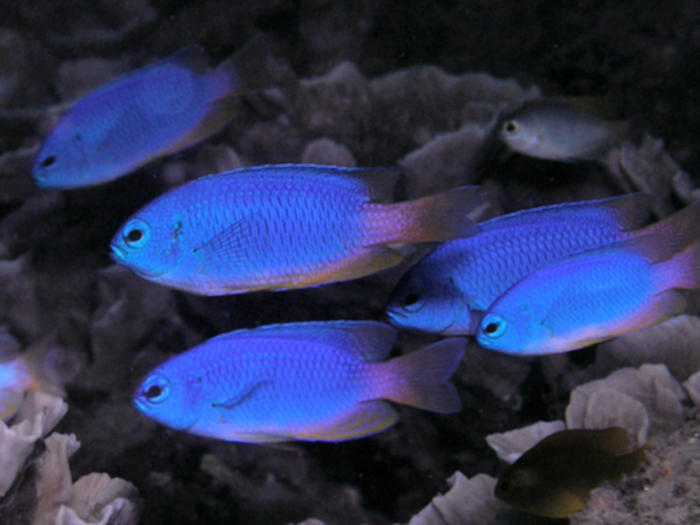
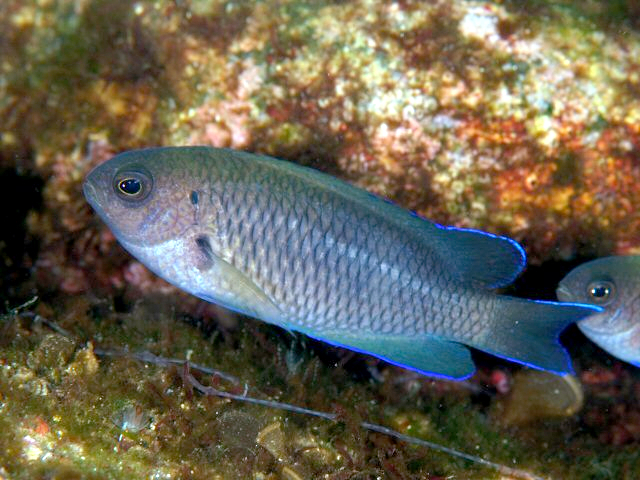
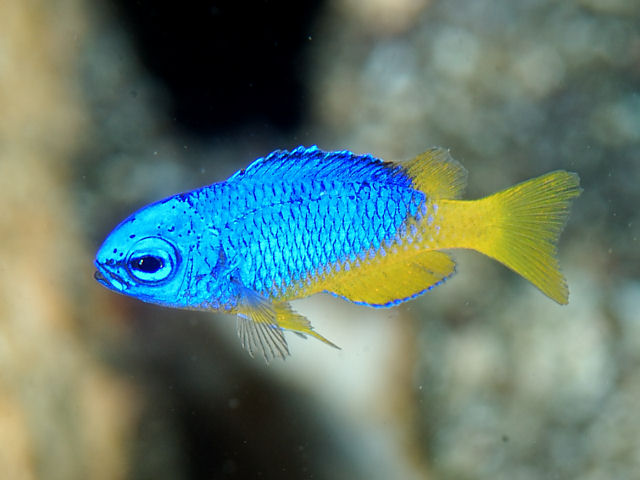